# Дани Алвес
Данијел Алвес да Силва (порт. Daniel Alves da Silva; Жуазеиро, 6. мај 1983) познатији као Дани Алвес (порт. Daniel Alves) бивши је бразилски фудбалер који је уз Лионела Месија најтрофејнији фудбалер у историји. Наступао је на позицији десног бека за репрезентацију Бразила и УНАМ Пумас. Две године је играо за салвадорски тим Баија пре него што је 2002. прешао у Севиљу и са тим тимом освојио два УЕФА купа и један Куп Краља. 2. јуна 2008. потписао је за Барселону у износу од 32,5 милиона евра и у то време постао трећи најскупљи дефанзивац у историји. 27. јуна 2016. потписао је за Јувентус као слободан играч. 12. јула 2017. потписао је за Париз Сен Жермен. У Јануару 2023. године оптужен је за силовање једне девојке у ноћном клубу у Барселони, због овог кривичног дела му прети казна затвора од 4 до 12 година, такође услед ове кривичне пријаве, његова супруга је поднела захтев за развод од Данија Алвеса.

## Детињство
Рођен је и драстао у селу Жуазеиро у Баији, у сиромашној породици. У селу није било поште, болнице, канализације ни водовода; постојала је само једна мала продавница и црква. До школе је пешачио девет километара у једном смеру, а кућа у којој је живео је прављена од земље, креча и шљунка, са бетонским подом и дрвеним кровом.
Породица се бавила пољопривредом и узгајала парадајз, лубенице и лук. Заједно са братом Нејом, помагао је родитељима у пољу кад би дошао из школе, због чега је често плакао, јер када би се вратио са поља, већ је био мрак и остала деца која су цео дан играла фудбал су већ отишла кућама и он није имао са ким да игра. Због тога је у слободно време играо фудбал на пољу са братом, са лоптом направљеном од старих чарапа и најлон кеса.
Породица се преселила у град када је имао 13 година и тамо је добио шансу да игра против остале деце и да тренира фудбал. Играо је против старијих дечака и наметао се као лидер; никада није одустајао, због чега су га тренери волели па је са 19 година заиграо у Баији. На дебију је у победи од 3 : 0 остварио две асистенције и постигао је трећи гол из пенала. Иако је био дебитант, одмах је поред старијих играча самоуверено узео лопту да шутира. Након једне сезону у Баији, приметили су га скаути и за 500.000 евра прешао је у Севиљу на позајмицу.

## Клупска каријера

### Севиља
Након сезоне 2002/03, на позајмици у Севиљи из Баије, Алвес је отпутовао на Светско првенство за младе где је одлично играо и његова репрезентација је освојила тај турнир. После тога је у Севиљи редовно играо у стартној постави. У јуну 2006. године Севиља је пристала да прода Алвеса Ливерпулу али нису успели да се ускладе тражећи цену од 8 милиона евра. У децембару исте године продужио је уговор до 2012.

### Барселона
Дана 2. јула 2008. године Алвес се придружио Барселони. Његов први меч у дресу Барселоне је био 13. августа 2008. против Висле Краков у трећем колу квалификација за Лигу Шампиона. Са Барселоном је освојио шест титула у шпанској Примери, четири Купа Краља, четири шпанска Суперкупа, три Лиге шампиона, три УЕФА Суперкупа и три Клупска првенства света. Барселону је напустио 2016. године.

### Јувентус
Као слободан играч 27. јуна 2016. потписао је уговор на двије године за Јувентус са опцијом продужења на трећу сезону. У дресу торинског гиганта освојио је дуплу круну у Италији и дошао до финала Лиге шампиона где је поражен од браниоца европске титуле Реал Мадрида. По завршетку сезоне Алвес је на опште изненађење напустио Јувентус након свега годину дана сарадње.

### Париз Сен Жермен
Након напуштања Јувентуса, Алвес је био већ виђен као нови члан Манчестер ситија где је требало поново да сарађује са својим бившим тренером из Барселоне Пепом Гвардиолом. Ипак, на крају се одлучио за одлазак у Париз Сен Жермен са којим је 12. јула 2017. године потписао двогодишњи уговор задуживши број 32 који је у париском клубу раније носио и бивши енглески репрезентативац Дејвид Бекам. Званичан деби у дресу Парижана имао је у мечу суперкупа Француске против Монака одиграном 29. јула 2017. године у мароканском граду Тангеру. Алвес је проглашен за играча утакмице пошто је прво постигао изједначујући гол, а потом и асистирао Адрјену Рабиоу за победу од 2:1 и пети узастопни трофеј Париз Сен Жермена у овом такмичењу.

## Трофеји
Баија
- Лига Бајано (1) : 2001.
- Куп Североистока (2) : 2001, 2002.

Севиља
- Куп Шпаније (1) : 2006/07.
- Суперкуп Шпаније (1) : 2007.
- Куп УЕФА (2) : 2005/06, 2006/07.
- УЕФА суперкуп (1) : 2006.

Барселона
- Првенство Шпаније (6) : 2008/09, 2009/10, 2010/11, 2012/13, 2014/15, 2015/16.
- Куп Шпаније (4) : 2008/09, 2011/12, 2014/15, 2015/16.
- Суперкуп Шпаније (4) : 2009, 2010, 2011, 2013.
- Лига шампиона (3) : 2008/09, 2010/11, 2014/15.
- УЕФА суперкуп (3) : 2009, 2011, 2015.
- Светско клупско првенство (3) : 2009, 2011, 2015.

Јувентус
- Првенство Италије (1) : 2016/17.
- Куп Италије (1) : 2016/17.
- Лига шампиона : финале 2016/17.

Париз Сен Жермен
- Првенство Француске (2) : 2017/18, 2018/19.
- Куп Француске (1) : 2017/18.
- Лига куп Француске (1) : 2017/18.
- Суперкуп Француске (2) : 2017, 2018.